# Beemer (Nebraska)
Beemer est un village du comté de Cuming, dans l'État du Nebraska, aux États-Unis. En 2020, il comptait une population de 611 habitants.